# Реал Сарагоса B
«Депортиво Арагон» (исп. RZ Deportivo Aragón) — испанский футбольный клуб из города Сарагоса, в одноимённой провинции в автономном сообществе Арагон, резервная команда клуба «Реал Сарагоса». Клуб основан в 1958 году, домашние матчи проводит на арене Сьюдад Депортива Реал Сарагоса, вмещающей 2 500 зрителей. В Примере команда никогда не выступала, лучшим результатом является 18-е в Сегунде в сезоне 1985/86.

## История
«Реал Сарагоса B» дебютировал в Сегунде B в сезоне 1983/84, заняв 11 место во второй группе. В следующем сезоне клуб достиг 2 места в группе I и вышел в Сегунду. После неудачного выступления во второй по значимости лиги Испании команда продолжила выступать в Сегунде B с конца 1980-х до середины 2000-х. Заняв в сезоне 2005/06 предпоследнее место в третьей группе этого дивизиона, команда вылетела в Терсеру, возвращение в Сегунду B состоялось в сезоне 2011/12.

## Прежние названия
- 1958—1959 — «Реал Сарагоса Депортиво Афисионадос»
- 1959—1962 — «Хувентуд»
- 1962—1966 — «Депортиво Арагон»
- 1966—1970 — «Арагон»
- 1970—1991 — «Депортиво Арагон»
- 1991—2015 — «Реал Сарагоса B»
- 2015 — «Депортиво Арагон Реал Сарагоса»

## Сезоны по дивизионам
- Сегунда — 1 сезон
- Сегунда B — 23 сезона
- Терсера — 26 сезонов
- Региональные лиги — 6 сезонов